# サン＝ロマン＝ル＝ピュイ
サン＝ロマン＝ル＝ピュイ （Saint-Romain-le-Puy）は、フランス、オーヴェルニュ＝ローヌ＝アルプ地域圏、ロワール県のコミューン。

## 地理

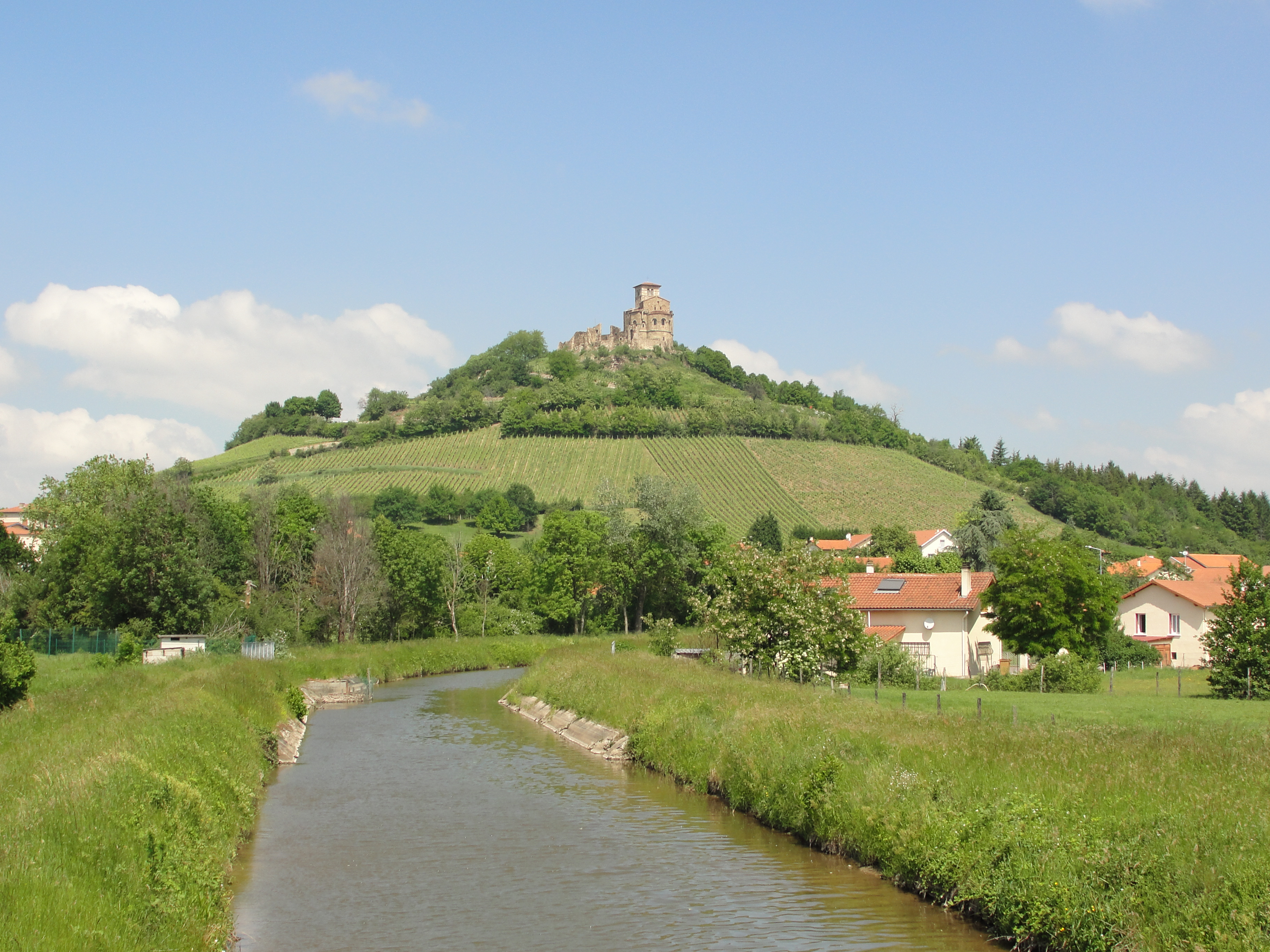
ふもとのフォレ運河から丘を見上げる

コミューンはフォレ運河に位置し、モンブリゾンとは7km、サンテティエンヌとは26km離れている。最も顕著な特徴は、標高80mの玄武岩の円錐丘（頂上には小修道院がそびえる）が村の北側を占めていることである。

## 由来
puyとはラテン語で高さや高い場所を意味するpodiumに由来する。

## 歴史

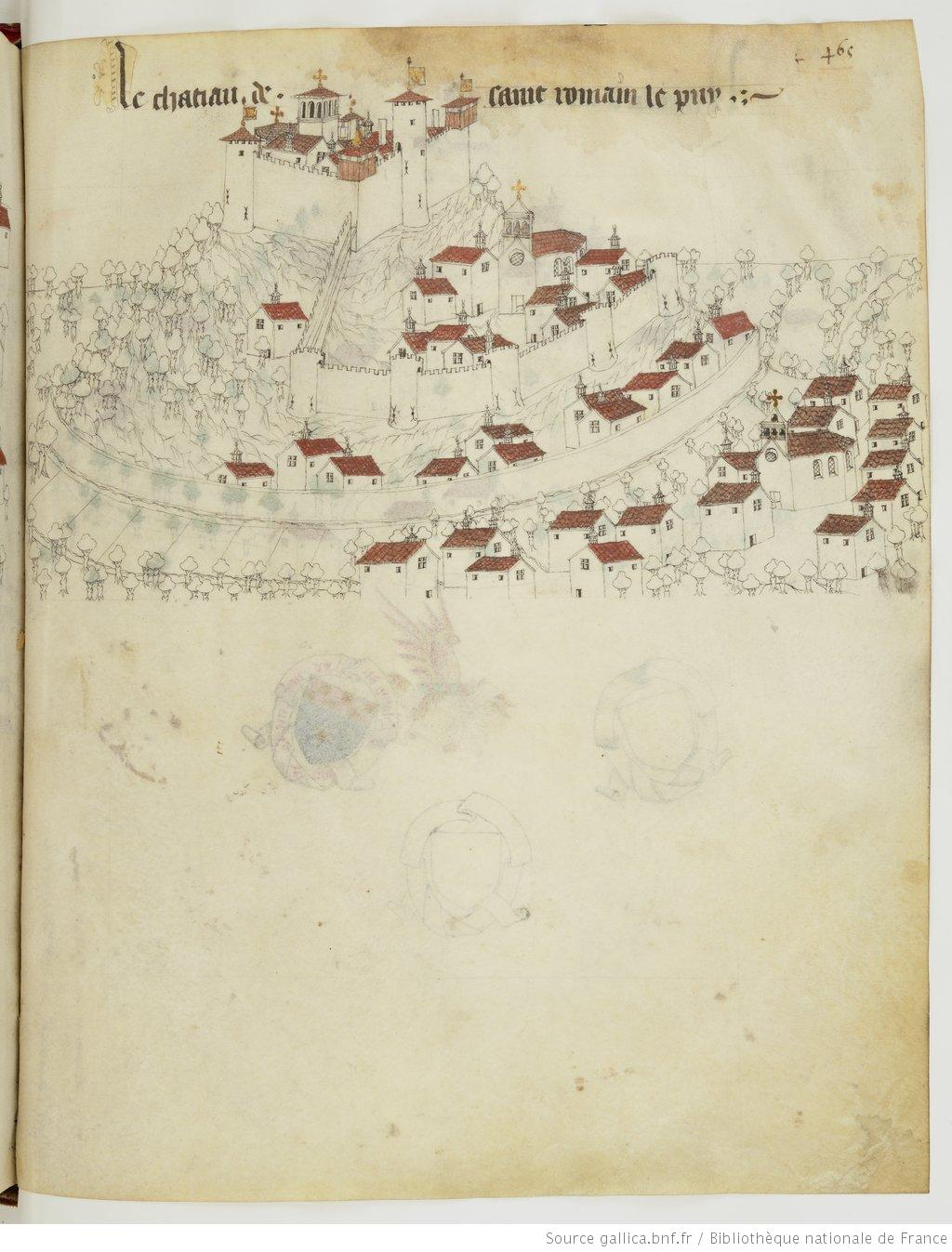
ギヨーム・ルヴェルの紋章図鑑に描かれたサン＝ロマン＝ル＝ピュイの城

ガロ＝ローマ時代の定住地シェジュー（Chésieu）は幾度かの発掘調査の対象となった（ラ・テーヌ文化後期からの低地の定住地はボレーヌ街道に沿い、おそらく2つの街道の交差地点となっていた）。
ベネディクト会の修道士たちがサン＝ロマン＝ル＝ピュイに定住したのは、おそらく550年から600年の間である。
1167年、リヨンおよびフォレ伯のギィ2世はリヨン大司教と対立し、サン＝ロマンの城に対する国王特権をルイ7世から獲得した。
1173年、フォレ伯とリヨンの教会当局の間で条約が結ばれ、リヨン大司教がサン＝ロマン＝ル＝ピュイの城の権利を割譲した。
1431年、ロドリーゴ・デ・ビリャンドランドの傭兵隊が民衆の反乱を鎮圧するため派遣された。反徒たちはサン＝ロマン＝ル＝ピュイに逃げ込んだ。町は燃やされ人々は殺された。1434年まで再度占領されなかった。

## 経済
サン＝ロマン＝ル＝ピュイには、自転車製造のオリンピック・シクル社と同様にミネラルウォーター製造のパロ社が本社を置いている。

## 人口統計
| 1962年 | 1968年 | 1975年 | 1982年 | 1990年 | 1999年 | 2008年 | 2014年 |
| ------ | ------ | ------ | ------ | ------ | ------ | ------ | ------ |
| 2334   | 2459   | 2475   | 2423   | 2616   | 2803   | 3496   | 3854   |

参照元:1962年から1999年までは複数コミューンに住所登録をする者の重複分を除いたもの。それ以降は当該コミューンの人口統計によるもの。1999年までEHESS/Cassini、2006年以降INSEE。

## 史跡
- 小修道院付属教会[9] - フォレ地方独特のロマネスク様式。

## 姉妹都市
- モンテ・サン・ビアージョ、イタリア